# Punżany
Punżany (lit. Punžonys) − wieś na Litwie, w rejonie wileńskim, 4 km na północny zachód od Bujwidzów, zamieszkana przez 180 ludzi. Przed II wojną światową w Polsce, w powiecie wileńsko-trockim województwa wileńskiego.